# Genea major
Genea major là một loài ruồi trong họ Tachinidae.